# Schildvisachtigen
De Schildvisachtigen vormen een orde binnen de straalvinnige vissen. Afhankelijk van de classificatie wordt dit als een aparte orde, Gobiesociformes, of als een onderorde, Gobiesocoidei, van de orde Baarsachtigen gezien.

## Taxonomie
De volgende familie en onderfamilies zijn ingedeeld bij de orde:
- Familie Gobiesocidae Bleeker, 1859
  - Onderfamilie Gobiesocinae Bleeker, 1859
  - Onderfamilie Cheilobranchinae Günther, 1870